# Rahun
Der Rahun ist ein Fluss in Frankreich, der im Département Morbihan in der Region Bretagne verläuft. Er entspringt im nördlichen Gemeindegebiet von Réminiac, knapp an der Grenze zur Nachbargemeinde Monteneuf, entwässert generell in südöstlicher Richtung und mündet nach rund 20 Kilometern im Gemeindegebiet von La Gacilly als rechter Nebenfluss in den Aff.

## Orte am Fluss
(Reihenfolge in Fließrichtung)
- Réminiac
- Monteneuf
- Tréal
- Carentoir
- La Chapelle-Gaceline, Gemeinde La Gacilly
- La Gacilly